# Hamas-Angriff aufs Festival
Die Fernsehdokumentation Hamas-Angriff aufs Festival – Die Überlebenden des Wüsten-Raves (Arte/ZDF) begleitet fünf Menschen, die den Terrorangriff der Hamas auf Israel am 7. Oktober 2023 auf dem Supernova Festival in Israel überlebt haben. Der Film dokumentiert das Massaker von Reʿim unter den Festivalbesuchern aus verschiedenen Blickwinkeln und wurde innerhalb von vier Wochen in Zusammenarbeit von Duki Dror, Yossi Bloch und Noʿam Pinchas erstellt.

## Handlung
Die Fernsehdokumentation zeigt Schilderungen von fünf Überlebenden, die am Supernova Festival teilgenommen haben, einem Musikfestival mit Ausrichtung auf Psytrance. Etwa 3.500 Menschen nahmen am Festival teil, das zwischen dem Kibbuz Beʾeri und dem Kibbuz Reʿim stattfand, nur fünf Kilometer entfernt von der Grenze Gazas. Ausschnitte des Films zeigen gekennzeichnete Videoaufnahmen der Hamas-Terroristen, die Propagandamaterial mittels Body-Cams filmten, von den Opfern auf ihren Mobiltelefonen, und Aufnahmen aus Überwachungskameras und Dashcams. Die kurzen Clips, die von den Überlebenden mit ihren Mobiltelefonen aufgenommen wurden, tragen zur Dokumentation des Massakers bei, bei dem mehr als 350 Menschen getötet und etwa 40 entführt wurden.

## Hintergründe und Produktion
Hamas-Angriff aufs Festival entstand in einem Zeitraum von vier Wochen. Die Produzenten hatten bereits am 9. Oktober 2023 ein Drehteam vor Ort. Der Film ist eine Zusammenarbeit mit Yussi Bloch, dem israelischen Regisseur Duki Dror, dem israelischen Produzenten Noʿam Pinchas und Danna Stern sowie der Hamburger Filmproduktion Gebrüder Beetz. Drors Dreharbeiten begannen zwei Tage nach dem Terrorangriff. Er reiste an die Orte des Massakars und führte Interviews mit den Überlebenden.
Yossi Bloch berichtete der Wochenzeitung Die Zeit über die Notwendigkeit, diesen Film möglichst vielen Menschen zugänglich zu machen: „Diese Geschichte handelt nicht vom Morden, sondern vom Terror. Bei dem, was hier passiert ist, ging es nicht darum, einen Feind zu töten, ein Gebiet zu erobern oder sich zu rächen. Es ging darum, so viele Menschen wie möglich zu terrorisieren. Ihr Ziel war es, den Terror in unsere Herzen zu bringen.“
Produzent Reinhardt Beetz sprach von einer geplanten längeren Fassung des Films und einer Serie zum Thema: „Es handelt sich um eine bedeutende internationale Geschichte, die in den kommenden Jahren widerhallen wird“.
Der Film wurde als 32-minütige Sondersendung am 28. November 2023 erstmals bei Arte in Deutschland und in Frankreich im Rahmen der Sendereihe »Re:« ausgestrahlt.

## Rezensionen
Die Zeit schrieb: „Bloch und seine Kollegen zeigen in ihrem Film fast keine Leichen. Der Horror muss auch gar nicht in seiner ganzen Ungeheuerlichkeit zu sehen sein – er ist in jeder Filmminute zu spüren. Bei den Überlebenden löst er jedoch andere Gefühle aus, als man erwarten könnte. Entsetzliche Angst, ja, auch Verzweiflung und Todesfurcht. Aber keine Wut, keinen Furor, keine Rachegedanken, keinen heiligen Zorn.“
In einem Artikel der Frankfurter Allgemeinen schrieb Axel Weidemann: „Die Bilder, wie sie die Reportage so chronologisch aneinanderreiht, haben eine zwiespältige Wirkung. Man wähnt sich entsetzlich nah am Geschehen, mal aus Sicht der Täter, mal aus Sicht der Opfer. Gleichzeitig ist man als Betrachter weit entfernt. In Sicherheit. Und man muss es so sagen: Auch diese Bilder produzieren Hass, machen mindestens wütend. Kern dieser Wut ist sowohl eine Form von Hilflosigkeit als auch ein lähmendes Unverständnis. Oft heißt es, es brauche diese Bilder, um zu verstehen. Selten ist klar, welche Erkenntnis sie zeitigen könnten. Wer nicht dabei war, wird so etwas nie verstehen. Doch wo sonst Täter und Opfer häufig anonym bleiben, bekommen zumindest die Opfer ein Gesicht und Zeit für mehr als nur ein paar Sätze, wie sie in der Krisenberichterstattung oft üblich sind. Das gibt den Opfern etwas zurück: einen Hauch Kontrolle, die Möglichkeit, selbst etwas zu tun und von ihrer Erfahrung zu berichten.“

## Preise

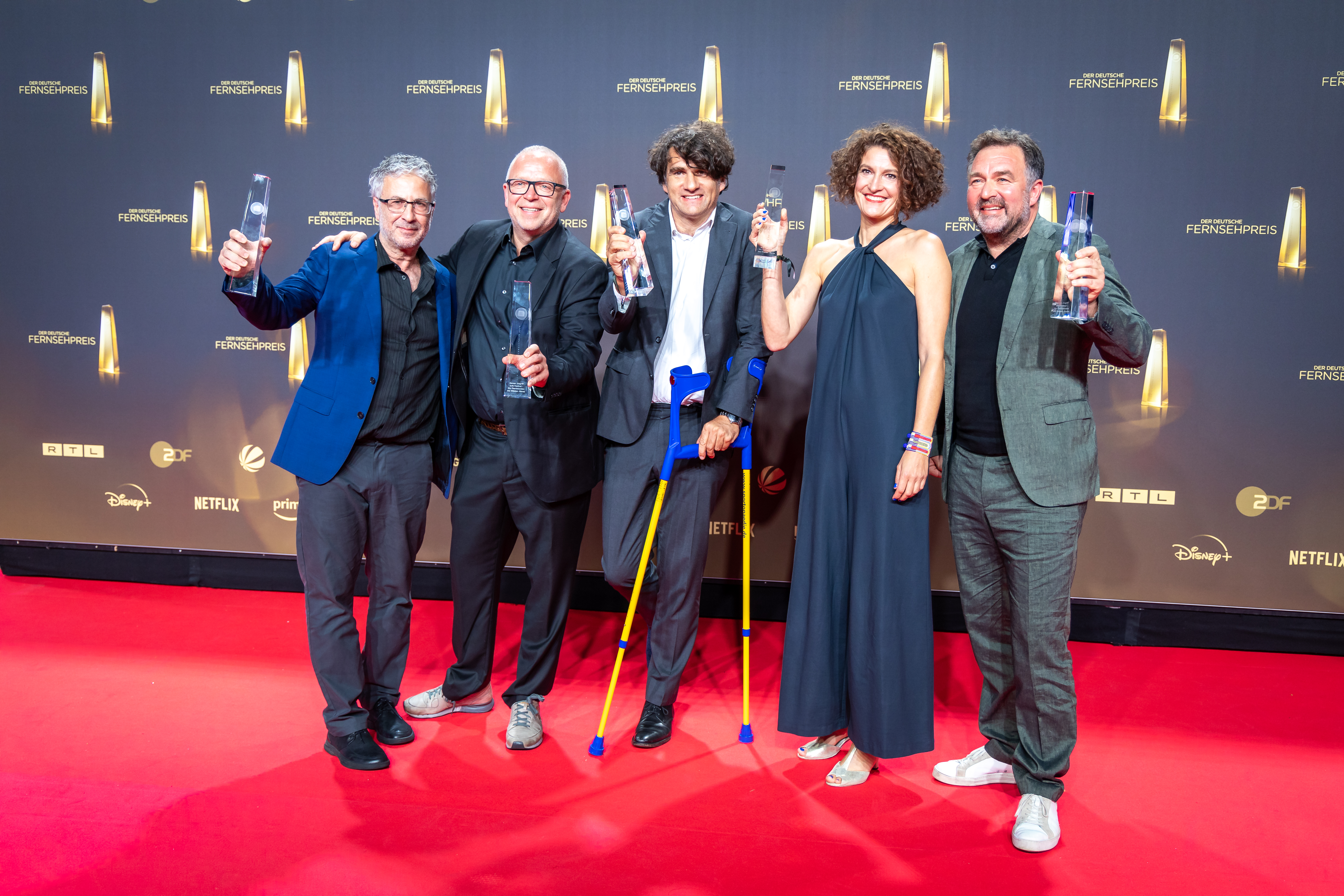
Team der Dokumentation mit dem Deutschen Fernsehpreis 2024

Der Film wurde mit dem Deutschen Fernsehpreis 2024 als „Beste Doku/Reportage“ ausgezeichnet.